# Estadi Letzigrund
L'Estadi Letzigrund és un estadi de futbol de la ciutat de Zúric, a Suïssa.
Té una capacitat per a 26.104 espectadors. És la seu dels clubs FC Zürich i Grasshopper Club Zürich. També és seu de competicions atlètiques com la Diamond League. En l'antic Letzigrund, el 21 de juny de juny de 1960, Armin Hary es convertí en el primer humà en córrer els 100 metres en 10,0 segons.
L'antic estadi fou inaugurat el 22 de novembre de 1925 i clausurat el 2006. Inicialment es pensà en reestructurar l'estadi, però finalment es reconstruí, essent inaugurat el nou estadi el 30 d'agost de 2007.

## Galeria

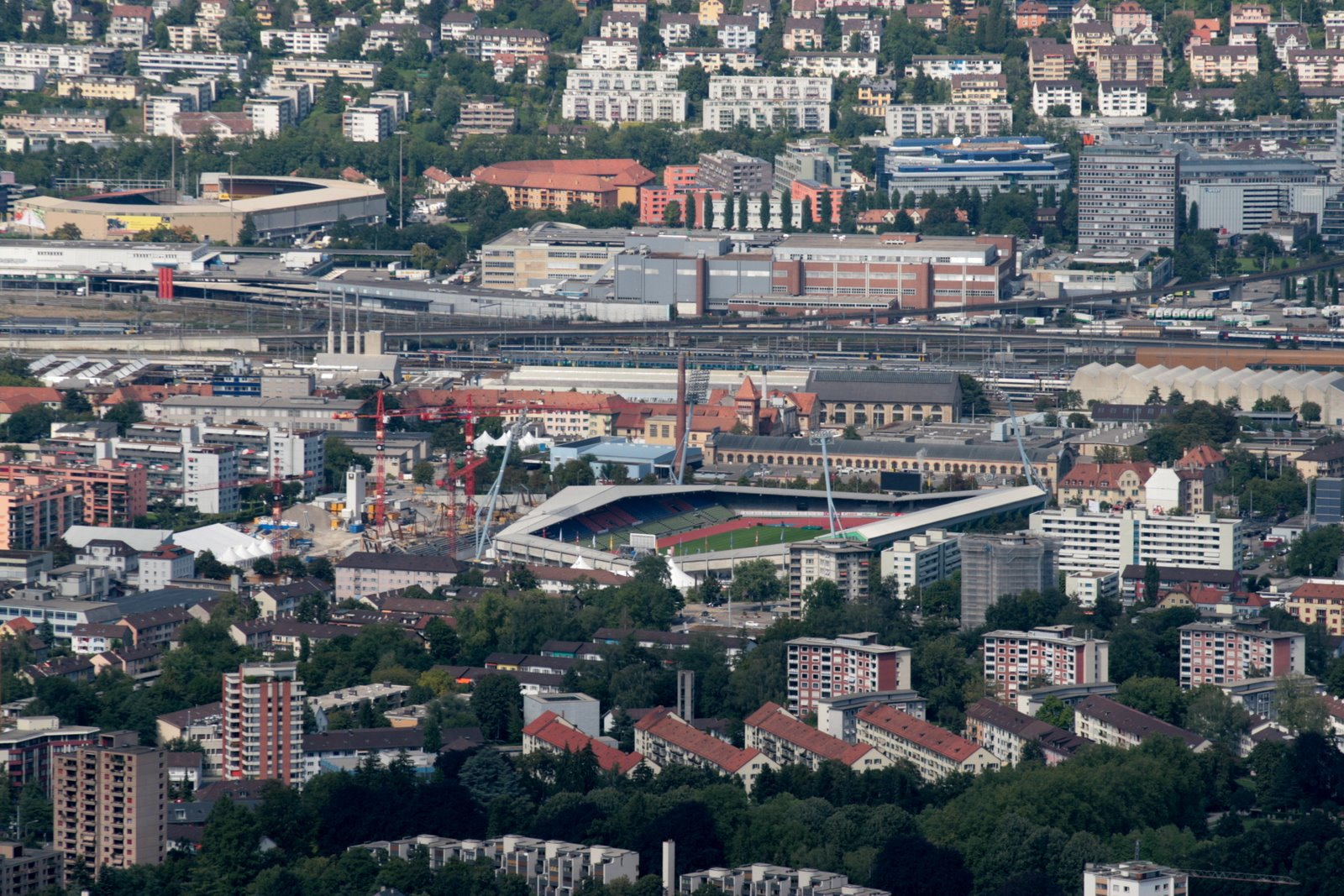
L'antic estadi vist des de Uetliberg
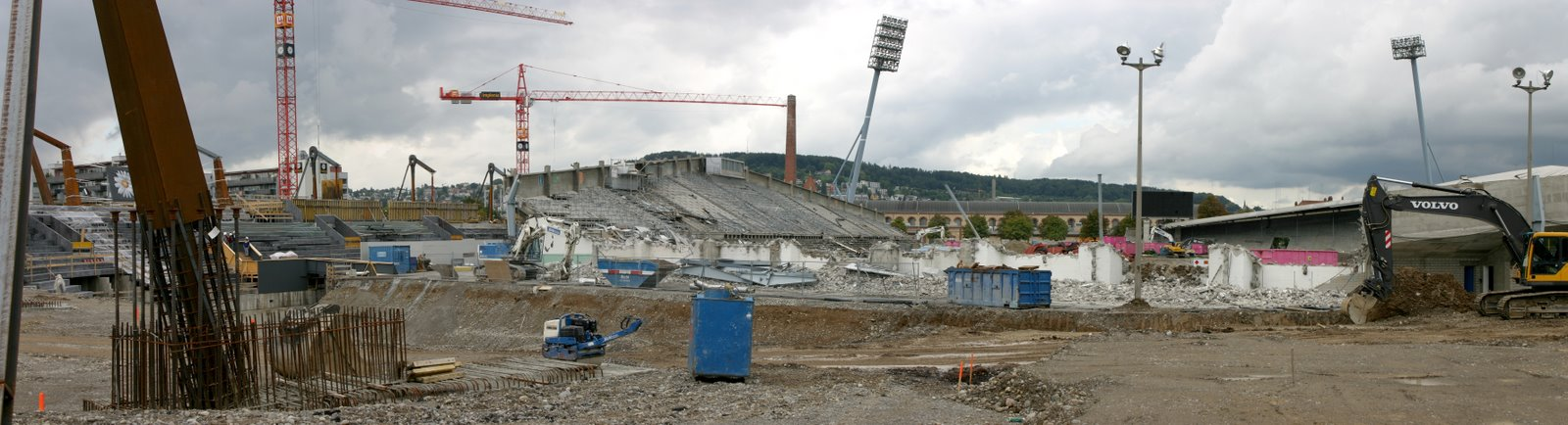
Demolició de l'antic estadi
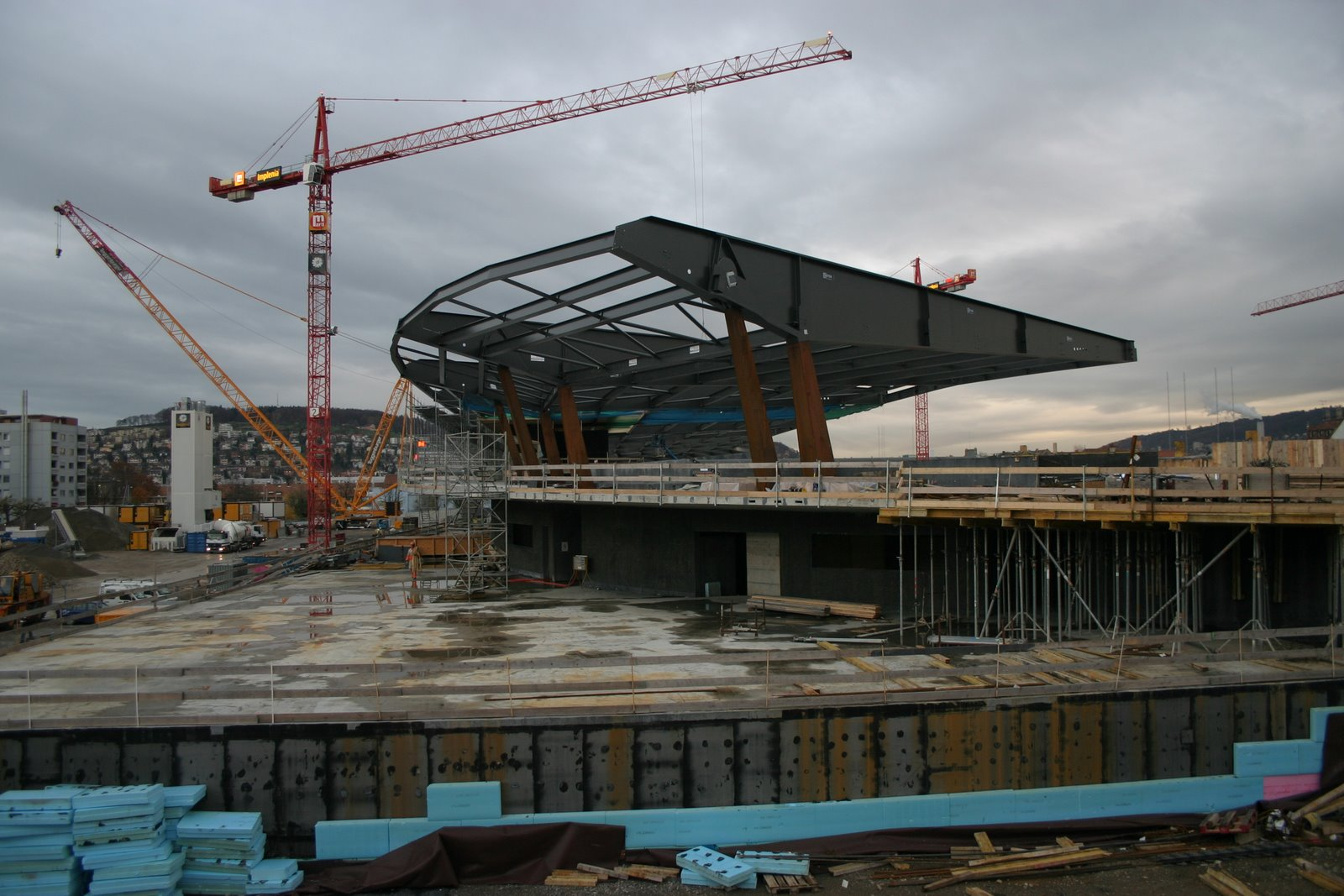
Construcció del nou estadi
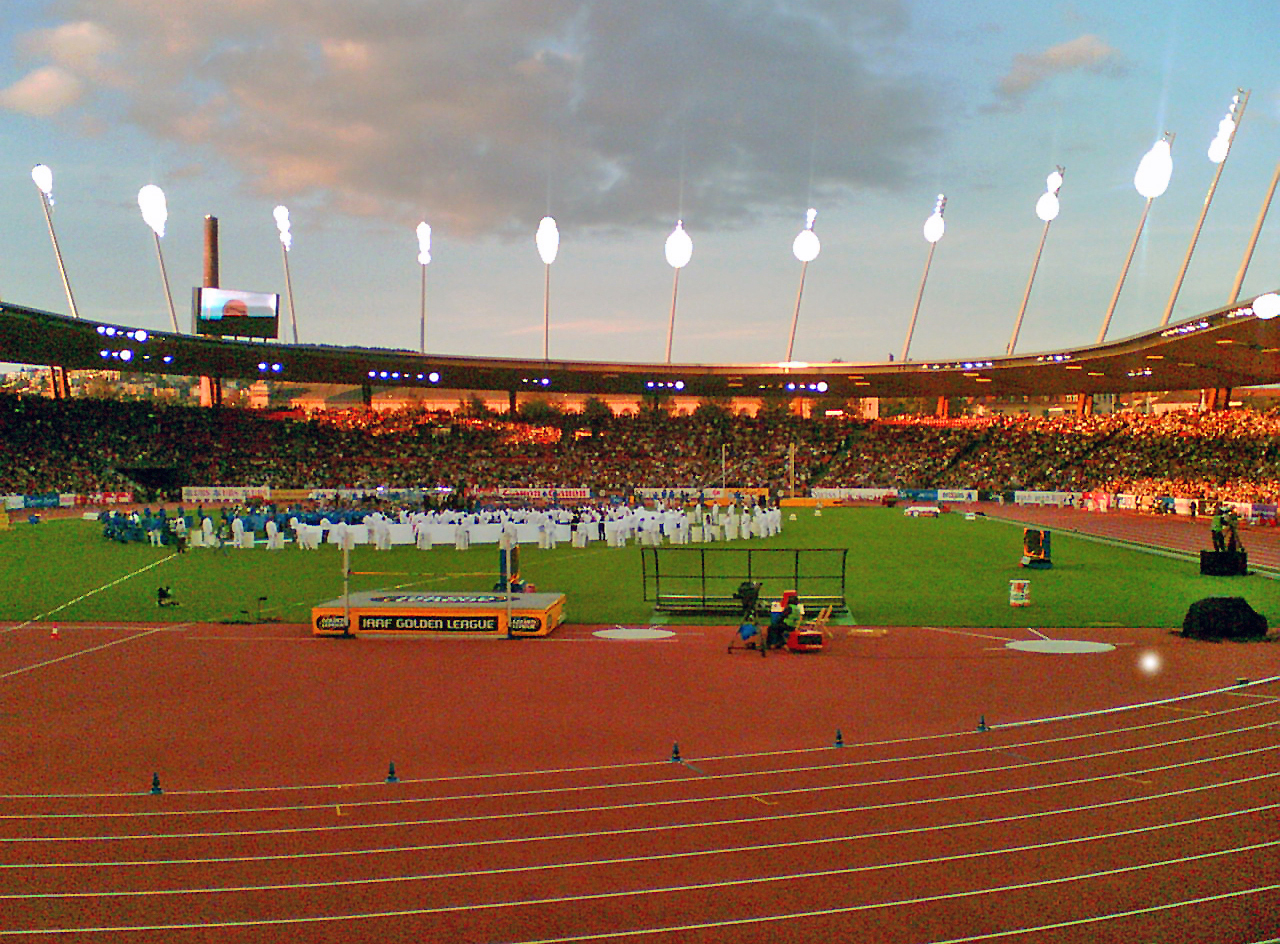
Cerimònia d'inauguració (30 agost 2007)
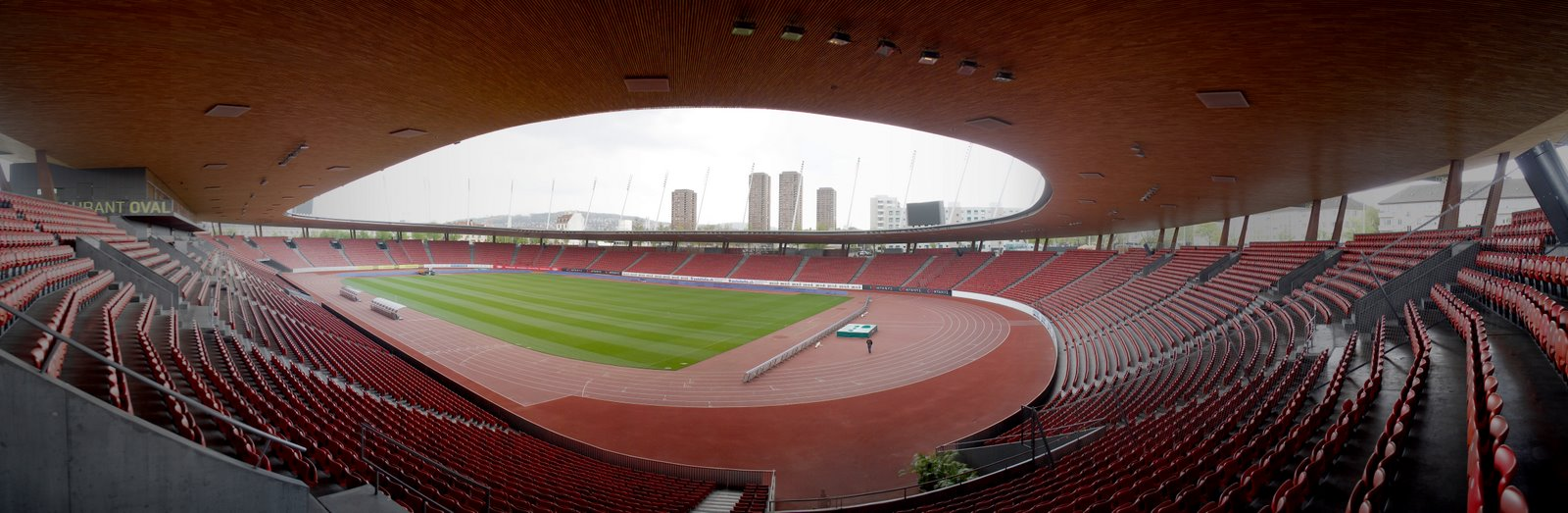
Vista interior de l'estadi
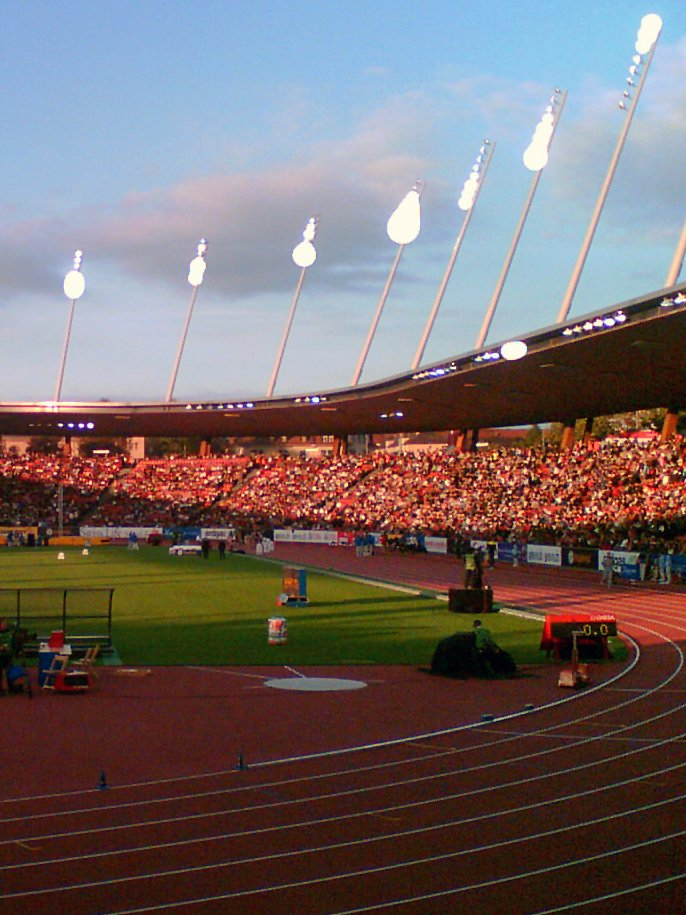
El nou estadi